# Christine Buci-Glucksmann
Pour les articles homonymes, voir Buci et Glucksmann.
Christine Buci-Glucksmann est une philosophe française, spécialiste de philosophie politique et d'esthétique.

## Biographie
Fille de l'orientaliste Lucien-Pierre Lecocq-Buci, elle est aujourd'hui[Quand ?] professeure émérite de l'université de Paris VIII.
Ses premiers travaux remontent aux années 1970 et portent notamment sur Friedrich Engels et Antonio Gramsci. Par la suite, elle s'intéresse à la philosophie esthétique, en particulier à l'œuvre de Walter Benjamin de même qu'à l'art et à la littérature baroque (La Raison baroque, 1984 ; La folie du voir -- une esthétique du virtuel, éditions Gallilée, 1986). Ces recherches la conduisent à postuler un lien entre baroque et postmodernisme où est perceptible la double influence de Gilles Deleuze et de Jean-François Lyotard.
À son intérêt pour la littérature et la peinture s'ajoute celui du cinéma. Elle consacre un ouvrage au réalisateur Raoul Ruiz qu'elle envisage dans la perspective de l'esthétique baroque. Dans ses derniers ouvrages, elle s'intéresse à la mélancolie en renouant avec les écrits de Benjamin sur cette question (ouvrage sur le Trauerspiel, traduit sous le titre de Origine du drame baroque allemand).
À la suite de ses études sur Gramsci, elle a été dans la seconde moitié de la décennie 1970 une partisane de l'eurocommunisme, un courant démocratique et antistalinien promu par le Parti communiste italien qui a traversé plusieurs partis communistes de l'Europe occidentale. 
Elle a été mariée avec le philosophe André Glucksmann de 1958 à 1974.

## Publications
- Gramsci et l'État, Paris, Fayard, 1975.
- (avec Göran Therborn), Le défi social-démocrate, Paris, Maspero, 1981.
- (dir.), La Gauche, le pouvoir, le socialisme, ouvrage collectif en hommage à Nicos Poulantzas, Paris, PUF, 1983.
- Walter Benjamin und die Utopie des Weiblichen, USA , 1984.
- La raison baroque : de Baudelaire à Benjamin, Paris, Galilée, 1984.
- La folie du voir, Paris, Galilée, 1986.
- L'enjeu du beau : musique et passion, Paris, Galilée, 1992.
- L'idée musicale, PUV, 1993.
- L'œil cartographique de l'art, Paris, Galilée, 1996
- L'esthétique du temps au Japon : du zen au virtuel, Paris, Galilée, 2000
- La folie du voir : une esthétique du virtuel, Paris, Galilée, 2002. (rééd. d'ouvrages antérieurs augmentés).
- Histoire florale de la peinture, Paris, Galilée, 2002.
- Les modernités chinoises, Paris, Skira, 2003.
- Esthétique de l'éphémère, Paris, Galilée, 2003.
- Au-delà de la mélancolie, Paris, Galilée, 2005.
- Philosophie de l'ornement : d'Orient en Occident, Paris, Galilée, 2008.